# Felix Smetana
Felix Louis Smetana (* 26. September 1907 in Dresden; † 23. Dezember 1968 in Wien) war ein deutsch-österreichischer Bühnenbildner und Filmarchitekt.

## Leben und Wirken

### An der Bühne
Smetana besuchte in seiner Heimatstadt das Realgymnasium und erhielt seine Ausbildung an Dresdens Akademie der Schönen Künste. Nahezu zeitgleich erwarb er sich praktische Erkenntnisse als Regie- und Bühnenbildnerassistent am dortigen Staatstheater. 1927 berief man ihn zum Bühnenbildner ans Potsdamer Schauspielhaus, im Jahr darauf wechselte er ans Schauspielhaus Zürich. An der Staatsoper Berlin zeichnete er, ebenfalls 1928, für das Bühnenbild einer Inszenierung des Mozart-Werks Idomeneo verantwortlich. In der Folgezeit, von 1928 bis 1941, führten Bühnenverpflichtungen Smetana bis nach Schweden, die Niederlande, Dänemark, Ungarn, die Tschechoslowakei und nach Großbritannien.
Nach dem Zweiten Weltkrieg, den Smetana seit 1941 in Uniform verbrachte, und seiner Heimkehr aus der Kriegsgefangenschaft (1947) kehrte der Wahl-Wiener zum Theater zurück und entwarf die Bühnenbilder für zahlreiche Inszenierungen am Burgtheater, Akademietheater, Volkstheater, Theater in der Josefstadt, Renaissancetheater sowie an kleineren Bühnen, darunter das Wiener Werkel, das Theater der Courage und das Kleine Haus in der Liliengasse. Nebenbei entwarf Smetana seit 1948 auch Bühnenbilder für das Salzburger Landestheater. Von 1948 bis 1950 textete und inszenierte er Hörfunksendungen für mehrere österreichische Sender.

### Bei Film und Fernsehen
Ersten Kontakt zum Film knüpfte Smetana bereits bei seiner erstmaligen Ankunft in Berlin, wo er sich vom erfahrenen Filmarchitekten Robert Neppach weiterbilden ließ. Von 1929 bis 1935 wurde Smetana in untergeordneter Funktion von den Produktionsfirmen Terra und UFA beschäftigt und war in dieser Zeit an Filmen wie Zwei Herzen im Dreivierteltakt (1930), Frühlingsstimmen (1933) und Eine Frau, die weiß, was sie will (1934) beteiligt.
Dennoch entwarf Smetana erst ab 1950 alleinverantwortlich Filmbauten. In den kommenden zwölf Jahren gestaltete er szenenbildnerisch eine Fülle meist österreichischer und auch gelegentlich deutscher Unterhaltungsproduktionen, die jedoch kaum künstlerischem Wert besaßen. In dieser Zeit arbeitete er unter anderem mit den Regisseuren Franz Antel, Fritz Kortner, Theo Lingen und Géza von Cziffra zusammen. Mit dem Niedergang des österreichischen Films Anfang der 60er Jahre wechselte Felix Smetana zum Fernsehen und betreute vor allem Serien. Er starb inmitten der Dreharbeiten zu Donaug‘schichten, einer österreichisch-deutschen Gemeinschaftsproduktion mit Willy Millowitsch und Theo Lingen in den Hauptrollen.
Smetana war mit der Kostümberaterin Katharina ‘Käte‘ Furreg (1908–1971) verheiratet. Beide wurden auf dem Wiener Zentralfriedhof bestattet.

## Filmografie
- 1950: Hochzeit im Heu
- 1951: Der alte Sünder
- 1951: Schwindel im Dreivierteltakt
- 1951: Frühlingsstimmen
- 1951: Hallo Dienstmann
- 1952: Ideale Frau gesucht
- 1953: Fiakermilli – Liebling von Wien (Die Fiakermilli)
- 1953: Lavendel – eine ganz unmoralische Geschichte (Lavendel)
- 1953: Ich und meine Frau
- 1953: Der Vogelhändler
- 1953: Der unsterbliche Lump
- 1954: Die Sonne von St. Moritz
- 1954: Viktoria und ihr Husar
- 1955: Spionage
- 1955: Oh – diese „lieben“ Verwandten
- 1955: Um Thron und Liebe (Sarajevo)
- 1955: Die Wirtin zur Goldenen Krone
- 1955: Das Erbe vom Pruggerhof
- 1956: …und wer küßt mich? (Ein Herz und eine Seele)
- 1956: Liebe, die den Kopf verliert
- 1956: Pulverschnee nach Übersee
- 1956: Vergiß, wenn Du kannst
- 1956: Der Bettelstudent
- 1957: Vater macht Karriere
- 1957: Skandal in Ischl
- 1957: Almenrausch und Edelweiß
- 1958: Die Straße
- 1958: Frauensee
- 1959: Das Nachtlokal zum Silbermond
- 1959: Mädchen für die Mambo-Bar
- 1959: Der liebe Augustin (auch Rolle)
- 1960: Geständnis einer Sechzehnjährigen
- 1961: Unsere tollen Tanten
- 1961: Ein Stern fällt vom Himmel
- 1962: Drei Liebesbriefe aus Tirol
- 1963: Leutnant Gustl (TV)
- 1964: An der schönen blauen Donau (TV)
- 1966: Luftkreuz Südost (TV-Serie)
- 1966–68: Pater Brown (TV-Serie)
- 1968–69: Donaug‘schichten (TV-Serie)